# Schwarzův mlýn
Schwarzův mlýn (německy Schwarz Mühle) je zaniklý vodní obilný mlýn patřící k zaniklé vesnici Varhošť ve vojenském újezdu Libavá. Samota čp. 40 se nacházela na levém břehu řeky Odry jako třetí vodní dílo a první obilný mlýn od pramene řeky, jihovýchodně od kopce Strážný a zaniklé vesnice Nová Ves nad Odrou v Oderských vrších v okrese Olomouc v Olomouckém kraji.

## Historie
V r. 1775 měl mlýn dědičný rychtář Antonín Beuer, mlýn měl 2 chody.

Před válkou měl vodní mlýn 1 vodní kolo na svrchní vodu a přívod vody přes náhon a lednici, hltnost: 135 l/s, využitelný spád: 4,20 m a výkon: 3,63 kW.

Posledním mlynářem byl Josef Schwarz.
Samota zanikla s vysídlením německého obyvatelstva z Československa v roce 1946 a následným vznikem vojenského prostoru. Na místě lze nalézt jen trosky staveb.

## Další informace
Vzhledem k tomu, že místo se nachází ve vojenském újezdu, je přístupné jen s povolením. I když je vstup do vojenského újezdu obvykle jedenkrát ročně umožněn v rámci cyklo-turistické akce Bílý kámen, Schwarzův mlýn neleží na žádné z aktuálně povolených tras a je tedy veřejnosti bez povolení celoročně nepřístupný.

## Galerie

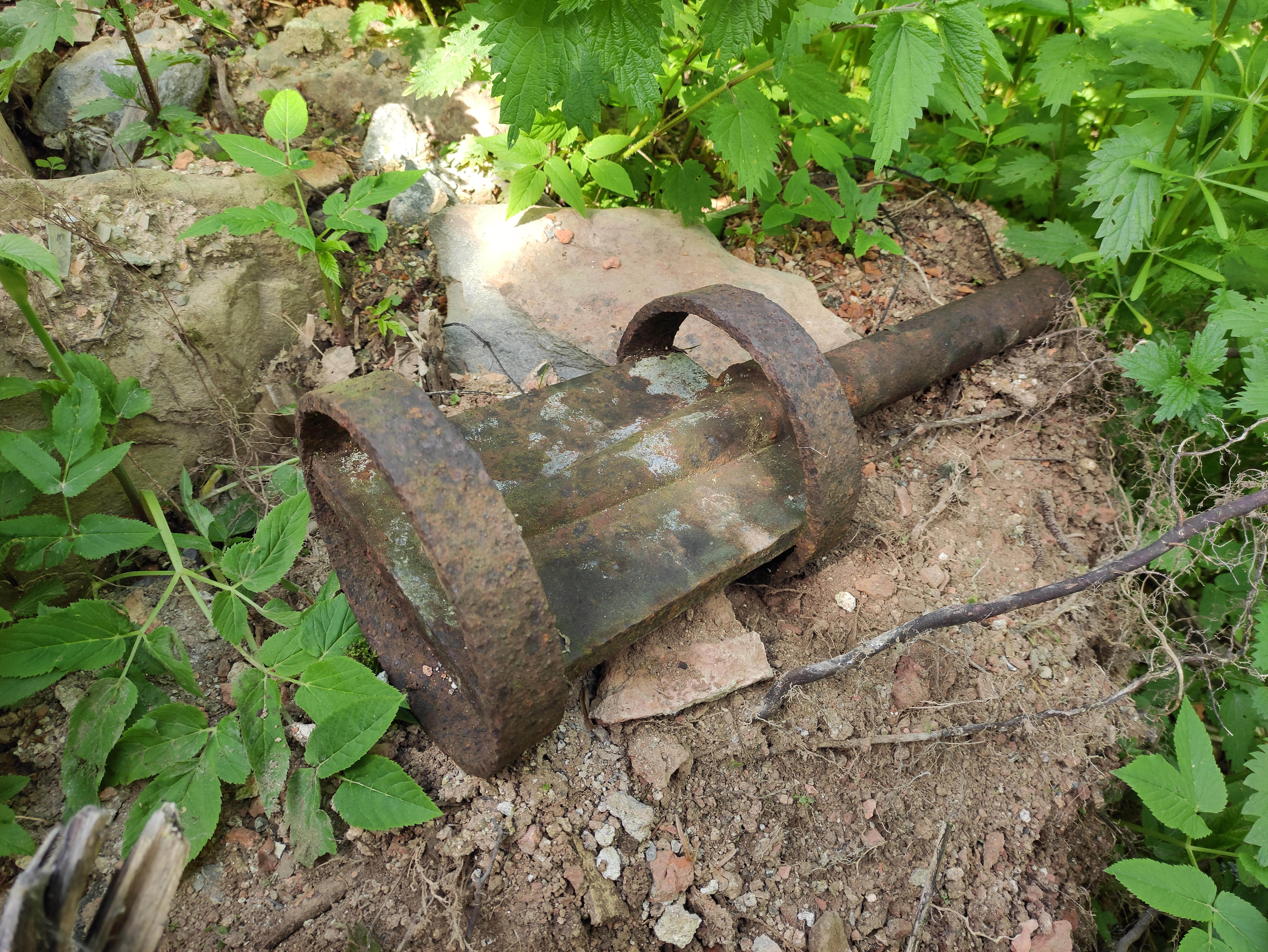
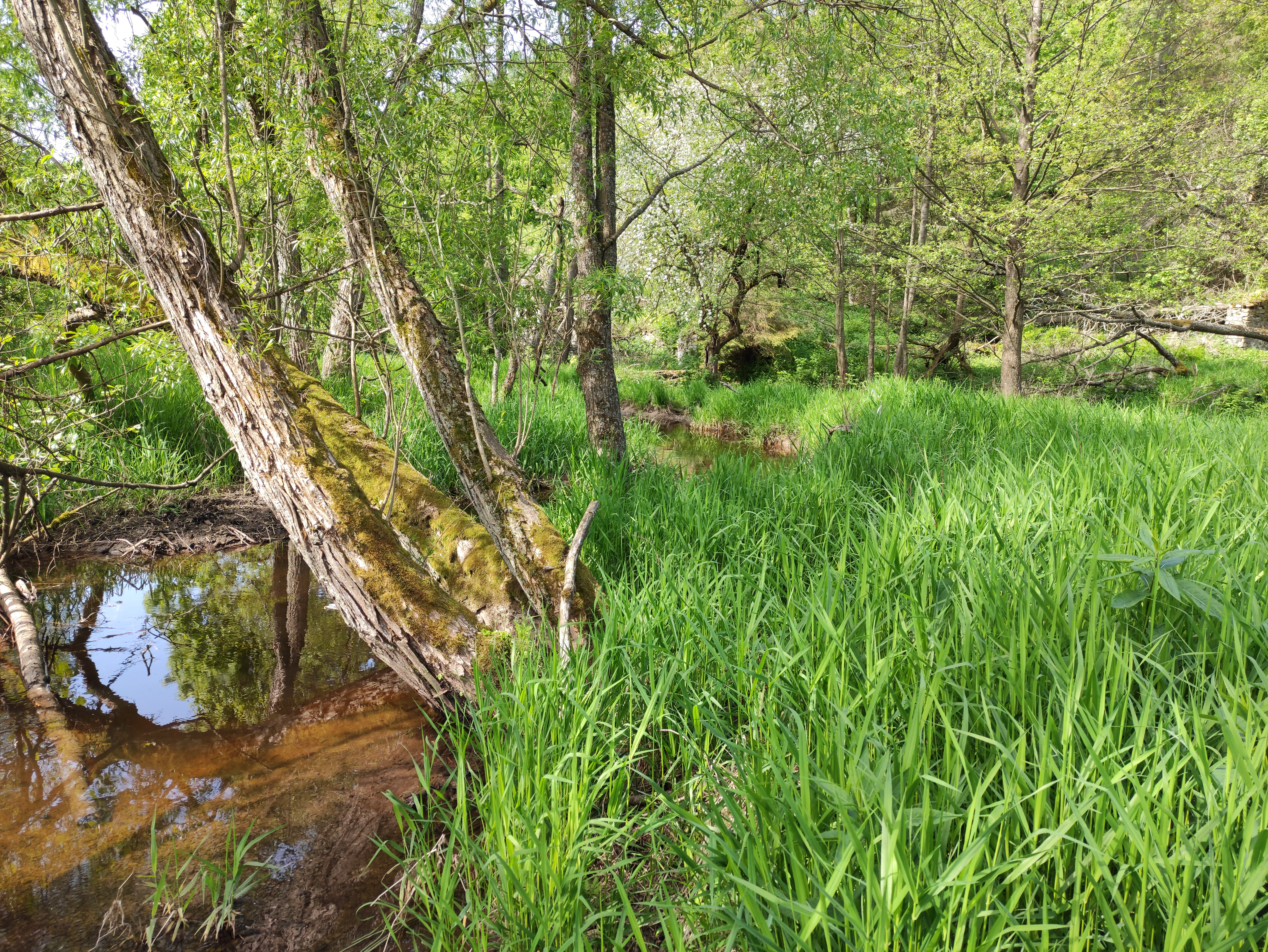
Řeka Odra u Schwarzova mlýna